# Judith Joy Ross
Judith Joy Ross, née en 1946, est une photographe et une portraitiste américaine. Ses principaux recueils de photographies comprennent Contemporaries (1995), Portraits (1996), Portraits of the Hazleton Public Schools (2006) et Protest the War (2007),« explorant des thèmes tels que l'innocence de la jeunesse, les visages du pouvoir politique et le bilan émotionnel de la guerre ».

## Biographie
Judith Joy Ross est née à Hazleton, en Pennsylvanie, en 1946. Elle effectue des études au Moore College of Art jusqu’en 1968 puis obtient une maîtrise en photographie en 1970 à l'Institute of Design de l'Illinois Institute of Technology à Chicago, où elle étudie avec Aaron Siskind.
Depuis le début des années 1980, Judioth Joy Ross réalise des photographies. Sa première série photographique fait suite à la mort de son père en 1981. Cet événement la décide à réaliser des photographies dans l' Eurana Park, à Weatherly en Pennsylvanie, près de la maison familiale, où son père aimait l’emmener autrefois se baigner et jouer. « Ça a été mon premier projet : photographier des enfants dans ce parc, l’endroit le plus paisible du monde. Parce que le monde des adultes n’était que douleur » explique-t-elle ultérieurement. Elle utilise un appareil photo 20x25 monté sur un trépied et ses portraits sont réalisés sur papier par contact, un procédé par lequel une épreuve est réalisée en plaçant un négatif directement sur du papier photographique, puis en l'exposant à la lumière du soleil.
Ses autres séries photographiques portent par exemple sur les visiteurs du mémorial des vétérans du Vietnam à Washington  en 1983-1984, sur les membres du Congrès américain et leurs assistants dans leurs bureaux de Washington en 1986-1987, ou encore sur des ouvriers, des personnes dans des centres commerciaux et des enfants jouant près de chez elle à Bethlehem, en Pennsylvanie,. Elle photographie également des immigrants à New York et à Paris, et est chargée par le Musée d'Art moderne de San Francisco de photographier des travailleurs de la technologie dans la Silicon Valley, en Californie. L'un de ses principaux projets regroupe aussi des photos réalisées entre 1992 et 1994 dans les écoles publiques de Hazleton qu'elle a fréquentées dans les années 1950 et 1960. Ce projet est exposé et publié  par la Yale University Art Gallery en 2006 sous le titre Portraits of the Hazleton Public Schools.
Judith Joy Ross n'ouvre pas de studio photo ni ne répond à des commandes. Pendant plusieurs années, elle ne vit pas de ses travaux photographiques et doit travailler comme femme de ménage. Et puis « un jour, j’ai reçu une bourse importante. J’ai quitté mes ménages, du jour au lendemain, comme Cendrillon ! ». Elle a reçu en fait plusieurs aides financières et distinctions durant son parcours de créatrice, telles une bourse Guggenheim de la John Simon Guggenheim Memorial Foundation en 1985, le Charles Pratt Memorial Award de 25 000 $ en 1992, le Andrea Frank Foundation Award en 1998, le Prix Anonymous Was A Woman en 2000 et un Lucie Award du portrait en 2017.
Elle fait l'objet d'exposition dans des institutions et galeries du monde entier, notamment au MoMA à New York, au Musée d'Art moderne de San Francisco, au Musée des beaux-arts du Canada à Ottawa, et à Paris en 2022,.

## Principales publications
- 1995 : Judith Joy Ross: Contemporaries: a Photographic Series, New York, Museum of Modern Art.  (ISBN 978-0870701467), avec un texte de Susan Kismaric.
- 1996 : Judith Joy Ross: Portraits, Hanovre, Sprengel Museum,  (ISBN 9783891691014), Catalogue d'exposition, avec un texte de Thomas Weski.
- 2006 : Portraits of the Hazleton Public Schools, New Haven, Yale University Art Gallery,  (ISBN 9780300115840), avec un texte de Jock Reynolds.
- 2007 : Protest the War, Göttingen, Steidl,  (ISBN 978-3865215291), avec un texte de Andrew Szegedy-Maszak.
- 2008 : Living with War – Portraits, Vietnam Veterans Memorial, Gulf War, Protest the War, Göttingen, Steidl, 2008.  (ISBN 978-3865217172). Catalogue d'exposition édité et accompagné d'un texte de Heinz Liesbrock.
- 2011 : Judith Joy Ross. Photographs Since 1982, Cologne, Die Photographische Sammlung/SK Stiftung Kultur im Mediapark,  (ISBN 9783829605656). Avec un texte de Gabriele Conrath-Scholl et Claudia Schubert.